# Bioastronáutica

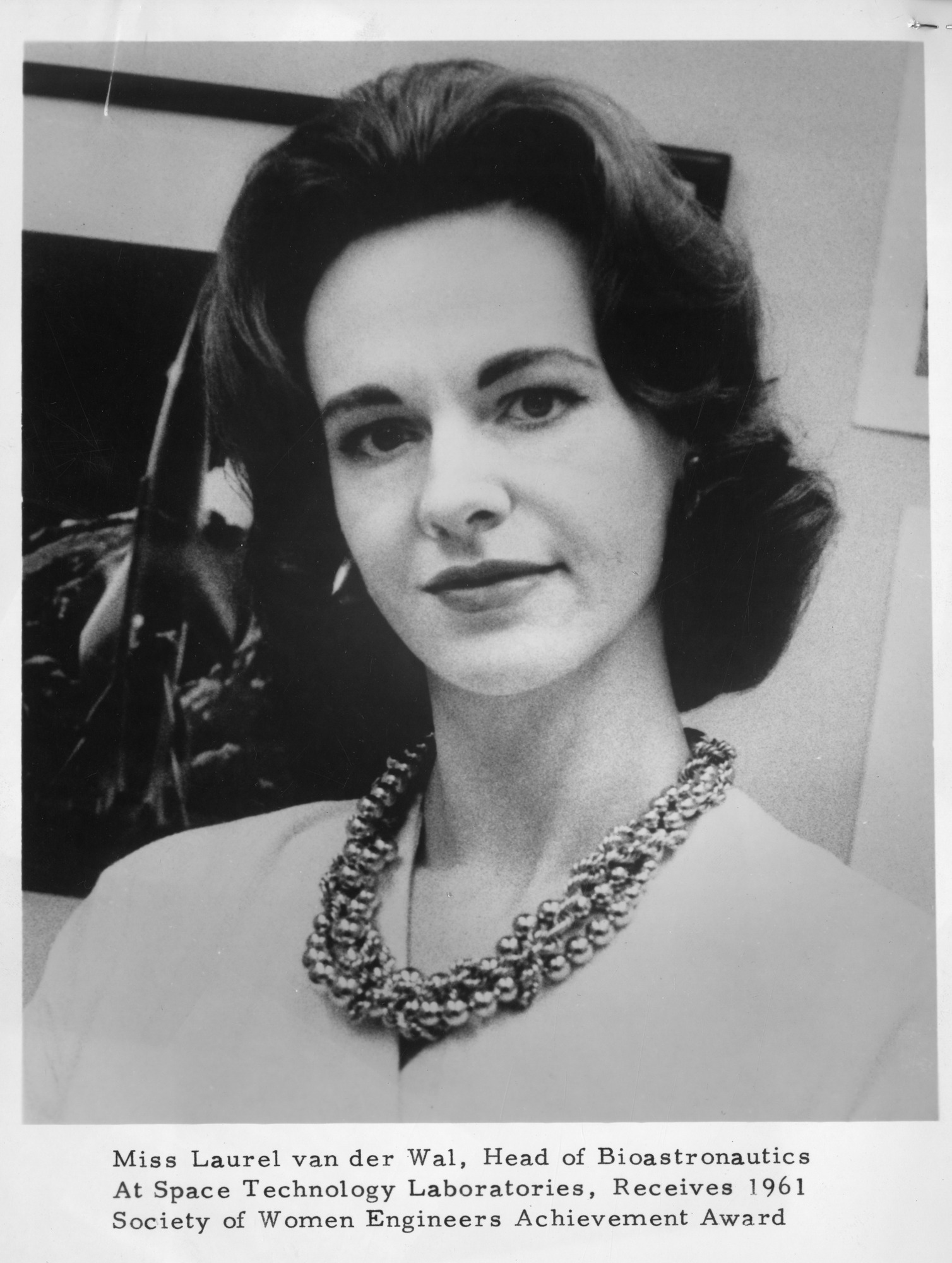
Laurel van der Wal, ingeniera aeronáutica jefa de bioastronáutica en Space Technology Laboratories, 1961

La bioastronáutica es un área de especialidad de la investigación biológica y astronáutica que abarca numerosos aspectos biológicos, conductuales y médicos que rigen a los seres humanos y otros organismos vivos en un entorno de vuelo espacial; e incluye el diseño de cargas útiles, hábitats espaciales y sistemas de soporte vital. En resumen, abarca el estudio y soporte de la vida en el espacio.
La bioastronáutica incluye muchas similitudes con su disciplina hermana la higiene astronáutica; ambos estudian los peligros que los humanos pueden encontrar durante un vuelo espacial. Sin embargo, la higiene astronáutica difiere en muchos aspectos, por ejemplo, en esta disciplina, una vez que se identifica un peligro, se evalúan los riesgos de exposición y se determinan las medidas más efectivas para prevenir o controlar la exposición y, por lo tanto, proteger la salud del astronauta. La higiene astronáutica es una disciplina científica aplicada que requiere conocimiento y experiencia en muchos campos, incluida la bioastronáutica, la medicina espacial, la ergonomía, etc. Las habilidades de higiene astronáutica ya se están aplicando, por ejemplo, para caracterizar el polvo lunar y diseñar las medidas para mitigar la exposición durante la exploración lunar, para desarrollar técnicas precisas de monitoreo químico y utilizar los resultados en el establecimiento de SMAC.
De particular interés desde una perspectiva biológica son los efectos de la fuerza gravitacional reducida que sienten los habitantes de las naves espaciales. A menudo denominada "microgravedad", la falta de sedimentación, flotabilidad o flujos convectivos en los fluidos da como resultado un entorno celular e intercelular más inactivo impulsado principalmente por gradientes químicos. Ciertas funciones de los organismos están mediadas por la gravedad, como el gravitropismo en las raíces de las plantas y el gravitropismo negativo en los tallos de las plantas, y sin este estímulo, los patrones de crecimiento de los organismos a bordo de las naves espaciales a menudo divergen de sus contrapartes terrestres. Además, la energía metabólica que normalmente se gasta en vencer la fuerza de la gravedad permanece disponible para otras funciones. Esto puede tomar la forma de crecimiento acelerado en organismos tan diversos como gusanos como C. elegans hasta avispas parasitoides en miniatura como Spangia endius. También se puede utilizar en la producción aumentada de metabolitos secundarios como los alcaloides de la vinca vincristina y vinblastina en el bígaro rosado (Catharanthus roseus), por lo que los especímenes cultivados en el espacio a menudo tienen concentraciones más altas de estos componentes que en la tierra solo están presentes en cantidades traza.
Desde una perspectiva de ingeniería, también es un desafío facilitar la entrega e intercambio de aire, alimentos y agua, y el procesamiento de productos de desecho. La transición de métodos fisicoquímicos prescindibles a sistemas biorregenerativos sostenibles que funcionan como un ecosistema en miniatura robusto es otro objetivo de la bioastronáutica para facilitar los viajes espaciales de larga duración. Dichos sistemas a menudo se denominan Sistemas de soporte vital ecológico cerrado (CELSS).
Desde una perspectiva médica, los vuelos espaciales de larga duración también tienen impactos fisiológicos en los astronautas. La descalcificación ósea acelerada, similar a la osteopenia y la osteoporosis en la Tierra, es solo una de esas condiciones. El estudio de estos efectos es útil no solo para promover métodos para una habitación segura y viajar por el espacio, sino también para descubrir formas de tratar de manera más eficaz las dolencias terrestres relacionadas.
El Centro Espacial Johnson de la NASA en Houston, Texas, mantiene una Biblioteca de Bioastronáutica (mapa (enlace roto disponible en Internet Archive; véase el historial, la primera versión y la última).). La instalación de un salón ofrece una colección de libros de texto, libros de referencia, actas de conferencias y revistas académicas relacionadas con temas de bioastronáutica. Debido a que la biblioteca está ubicada dentro de una propiedad gubernamental segura (que no forma parte del Centro Espacial Houston, el centro de visitantes oficial de JSC), generalmente no es accesible para el público.